# Martina Schild
Martina Schild (Brienz, 26 ottobre 1981) è un'ex sciatrice alpina svizzera, vincitrice della medaglia d'argento nella discesa libera ai XX Giochi olimpici invernali di Torino 2006.
È nipote di Hedy Schlunegger, che vinse per la Svizzera la medaglia d'oro, sempre nella discesa libera, ai V Giochi olimpici invernali di Sankt Moritz 1948.

## Biografia

### Stagioni 1997-2006
Originaria di Grindelwald e attiva in gare FIS dal dicembre del 1996, la Schild esordì in Coppa Europa il 17 dicembre 1999 nel supergigante di Livigno, classificandosi 58ª; nel 2001 vinse la medaglia di bronzo nel supergigante ai Mondiali juniores di Verbier, conquistò il primo podio in Coppa Europa (il 7 marzo a Lenzerheide in discesa libera, 3ª) ed esordì in Coppa del Mondo, il 21 dicembre nella discesa libera di Sankt Moritz, concludendo al 29º posto.
L'11 gennaio 2002 a Tignes ottenne la sua prima vittoria in Coppa Europa, in supergigante, e il 4 febbraio 2006 colse a Caspoggio il suo ultimo successo nel circuito continentale, nella medesima specialità. Ai XX Giochi olimpici invernali di Torino 2006, sua unica partecipazione olimpica, vinse la medaglia d'argento nella discesa libera e si classificò 8ª nel supergigante; prima di allora non era mai salita sul podio in una gara di Coppa del Mondo, dove il suo miglior risultato raggiunto era stato il 5º posto ottenuto nella discesa libera di Sankt Moritz del 21 gennaio precedente.

### Stagioni 2007-2013
Il 16 dicembre 2006 a Reiteralm salì per la prima volta sul podio in Coppa del Mondo (3ª in supergigante) e nella stessa stagione partecipò ai suoi unici Campionati mondiali: nella rassegna iridata di Åre si classificò 12ª nel supergigante. Il 2 dicembre 2007 conquistò la sua unica vittoria in Coppa del Mondo, in supergigante sulle nevi di Lake Louise.
Il 10 gennaio 2010 a Haus ottenne, ancora in supergigante, l'ultimo podio in Coppa del Mondo (3ª); pochi giorni dopo s'infortunò gravemente in pista a Sankt Moritz riportando la lesione del legamento crociato anteriore e del menisco interno e fu così costretta a saltare l'appuntamento olimpico di Vancouver 2010. Disputò la sua ultima gara di Coppa del Mondo il 15 marzo 2012 a Schladming (19ª in supergigante) e l'ultima gara in carriera il 25 marzo 2012, in occasione dei Campionati svizzeri disputati a Veysonnaz; nuovamente ferma per infortunio (ernia del disco) per l'intera stagione 2012-2013, nel settembre 2013 annunciò il definitivo ritiro dalle competizioni.

## Palmarès

### Olimpiadi
- 1 medaglia:
  - 1 argento (discesa libera a Torino 2006)

### Mondiali juniores
- 1 medaglia:
  - 1 bronzo (supergigante a Verbier 2001)

### Coppa del Mondo
- Miglior piazzamento in classifica generale: 23ª nel 2008
- 3 podi (tutti in supergigante):
  - 1 vittoria
  - 2 terzi posti

#### Coppa del Mondo - vittorie
| Data            | Località    | Paese  | Specialità |
| --------------- | ----------- | ------ | ---------- |
| 2 dicembre 2007 | Lake Louise | Canada | SG         |

Legenda:

SG = supergigante

### Coppa Europa
- Miglior piazzamento in classifica generale: 10ª nel 2002
- 6 podi:
  - 3 vittorie
  - 1 secondo posto
  - 2 terzi posti

#### Coppa Europa - vittorie
| Data            | Località  | Paese   | Specialità |
| --------------- | --------- | ------- | ---------- |
| 11 gennaio 2002 | Tignes    | Francia | SG         |
| 12 gennaio 2002 | Tignes    | Francia | SG         |
| 4 febbraio 2006 | Caspoggio | Italia  | SG         |

Legenda:

SG = supergigante

### Australia New Zealand Cup
- Miglior piazzamento in classifica generale: 23ª nel 2008
- 1 podio:
  - 1 terzo posto

### Campionati svizzeri
- 6 medaglie[3]:
  - 2 ori (discesa libera nel 2007; discesa libera nel 2009)
  - 1 argento (supergigante nel 2008)
  - 3 bronzi (supergigante nel 2002; supergigante nel 2007; supergigante nel 2011)